# موازنة رأسمالية
الموازنة الرأسمالية هي عملية تحديد وتقييم وتخطيط وتمويل مشاريع الاستثمارات الرئيسية في المنشأة، فقرارات الموازنة الرأسمالية هي كل قرار يتطلب الإنفاق الآن لتحقيق عائد في المستقبل. إن إعداد الموازنة الرأسمالية يتمثل في عملية تحديد وتقييم وتخطيط وتمويل المشروعات الرأسمالية الضخمة المتعلقة بالمنشآت، فقرارات التوسع في التسهيلات الإنتاجية أو شراء آلة إنتاجية جديدة أو كمبيوتر جديد ليست إلا أمثلة لقرارات الإنفاق الرأسمالي، هذا مع الأخذ في الاعتبار إن القرارات الرأسمالية التي يتم اتخاذها الآن تحدد إلى حدٍ كبير نجاح المنشأة في تحقيق أهدافها في السنوات القادمة. ومن هنا فإن إعداد الموازنة الرأسمالية يلعب دورا هاماً في نجاح الكثير من المنشآت في الأجل الطويل وذلك بسبب خاصيتين تميز إن هذا التقييم عن أغلب العناصر الأخرى المتعلقة بإعداد التقديرات والتنبؤات للمنشأة في المستقبل.

## طرق تقييم الموازنة الرأسمالية
توجد العديد من الطرق لتقييم الموازنة الرأسمالية أشهرها:-
- فترة الاسترداد.
- صافي القيمة الحالية.
- معدل العائد الداخلي.
- معدل العائد المحاسبي.